# Barton Jahncke
Barton Williams Benedict Jahncke (5 de agosto de 1939-7 de enero de 2024) fue un deportista estadounidense que compitió en vela en la clase Dragon. Participó en los Juegos Olímpicos de México 1968, obteniendo una medalla de oro en la clase Dragon.

## Palmarés internacional
| Juegos Olímpicos | Juegos Olímpicos          | Juegos Olímpicos | Juegos Olímpicos |
| Año              | Lugar                     | Medalla          | Clase            |
| ---------------- | ------------------------- | ---------------- | ---------------- |
| 1968             | Ciudad de México (México) | Medalla de oro   | Dragon           |